# Långtjärnen (Tärna socken, Lappland, 728766-150257)
Långtjärnen är en sjö i Storumans kommun i Lappland och ingår i Umeälvens huvudavrinningsområde. Sjön har en area på 0,0865 kvadratkilometer och ligger 744,5 meter över havet. Långtjärnen ligger i Vindelfjällen Natura 2000-område.

## Delavrinningsområde
Långtjärnen ingår i det delavrinningsområde (728416-150216) som SMHI kallar för Utloppet av Övre Boksjön. Medelhöjden är 599 meter över havet och ytan är 50,01 kvadratkilometer. Räknas de 17 avrinningsområdena uppströms in blir den ackumulerade arean 121,17 kvadratkilometer. Kirjesån som avvattnar avrinningsområdet har biflödesordning 2, vilket innebär att vattnet flödar genom totalt 2 vattendrag innan det når havet efter 340 kilometer. Avrinningsområdet består mestadels av skog (65 procent) och kalfjäll (10 procent). Avrinningsområdet har 10,96 kvadratkilometer vattenytor vilket ger det en sjöprocent på 21,8 procent.